# 尸兄
《尸兄》，是一套在腾讯动漫上連載，由漫画家七度鱼所繪製的搞笑、僵尸类中國製漫畫，及後被改編為動畫，曾被广电总局予以封殺。2015年重启动画制作，第二季动画更名为《我叫白小飞》，制作公司更换为彩色铅笔工作室，绘梦者联盟。2016年改編為舞台劇，開心麻花製作，名为《我叫白小飞》，同年7月15日-17日及20日-24日於上戲劇院公演。漫画于2020年6月13日完结。

## 動畫

### 配音員
- 白小飛：宝木中阳
- 小惠：四刀辉彰
- 小鹿：新月冰冰
- 小薇：山新, 朱雀橙
- 葫芦（小金刚）：皇贞季
- 邪恶姐：朱雀橙, 张二丫
- 杰（捷）：叮当
- 开喂奶（开胃奶）：SLAYERBOOM
- 一加二（1+2）：金琪, 洛如
- 男尸兄（怪物控）：藤新
- 漫画家（叔）：藤新
- 尔多：笑谈
- 蓝海：叮当
- 玲珑（林珑）：山新
- 穆教授（穆老师）：阿杰
- 余晓佳：小连杀
- 贝奇：李姝洁（配小贝奇）, 马晓东（配大贝奇）, 山新, 刘思甜
- 杰克：藤新
- 肉丝：图特哈蒙
- 左护法：藤新
- 保安（圭哥）：SLAYERBOOM
- 壁虎弟弟：图特哈蒙, 夜雨, 赵喜贵
- 壁虎哥哥：夜雨
- 青蛙人：叮当
- 青蛙怪：叮当
- 黑武丑：赵强
- 小柔：GYN（小云）, 洛如
- 鬼棍：三途彼岸
- 邪罗汉：赵喜贵
- 大乖乖：李姝洁
- 小胖：孙援朝, SLAYERBOOM
- 白武生：赵喜贵
- 鸟叔：翔之轨迹
- 小鹿妈妈：金琪
- 红衣忍者（花田）：夏侯落枫
- 黑衣忍者：缺根毛
- 天鬼：王爱国, 藤新
- 地鬼：孙援朝
- 豚鬼：赵强, SLAYERBOOM
- 小猴爸爸（守望者）：可爱小狼
- 孙小猴：幽舞越山
- 卯兔：幽舞越山, 小连杀
- 子鼠：幽舞越山, 小连杀
- 变色龙（尸兄）：图特哈蒙
- 徐福：图特哈蒙
- 秦始皇（尸兄）：藤新
- 尸王：皇贞季
- 大师（不朽大师）：藤新
- 助理（尼玛）：洛如菲
- 男主人（曾勇）：夏侯落枫
- 女主人：C小调
- 女儿尸兄：幽舞越山
- 老爷爷（老大爷）：图特哈蒙
- 女忍者（毒姬）：朱雀橙
- 李白：李璐
- 师妹（小姿）：C小调
- 师兄（抹茶）：凌振赫
- 联络员：可爱小狼
- 全息影像女声：小连杀
- 新闻播报员：小连杀

## 舞台劇

### 演員
- 白小飛：張琛
- 小惠：張楠
- 歌手邁克爾：林松
- 魔術師：師帥